# دراج کاکی
دراج کاکی (نام علمی: Francolinus coqui) نام یک گونه از سرده دراج است.